# 婕德·沃爾
婕德·沃爾（英語：Jade Wall，1989年4月20日—）是一名出生於澳大利亞昆士蘭州的壘球選手，司職外野手，目前效力於國家職業快速壘球聯盟澳大利亞胡椒。她曾隨隊參加2014年世界女子壘球錦標賽，結果獲得銅牌。

## 外部連結
- 婕德·沃爾的Instagram帳戶